# Radňov (Pelhřimov)
Radňov (německy Radniow) je malá vesnice, část okresního města Pelhřimov. Nachází se 6 km na jihovýchod od Pelhřimova. V roce 2009 zde bylo evidováno 48 adres. V roce 2001 zde trvale žilo 82 obyvatel.
Radňov leží v katastrálním území Radňov u Rynárce o rozloze 3,53 km2.

## Další fotografie

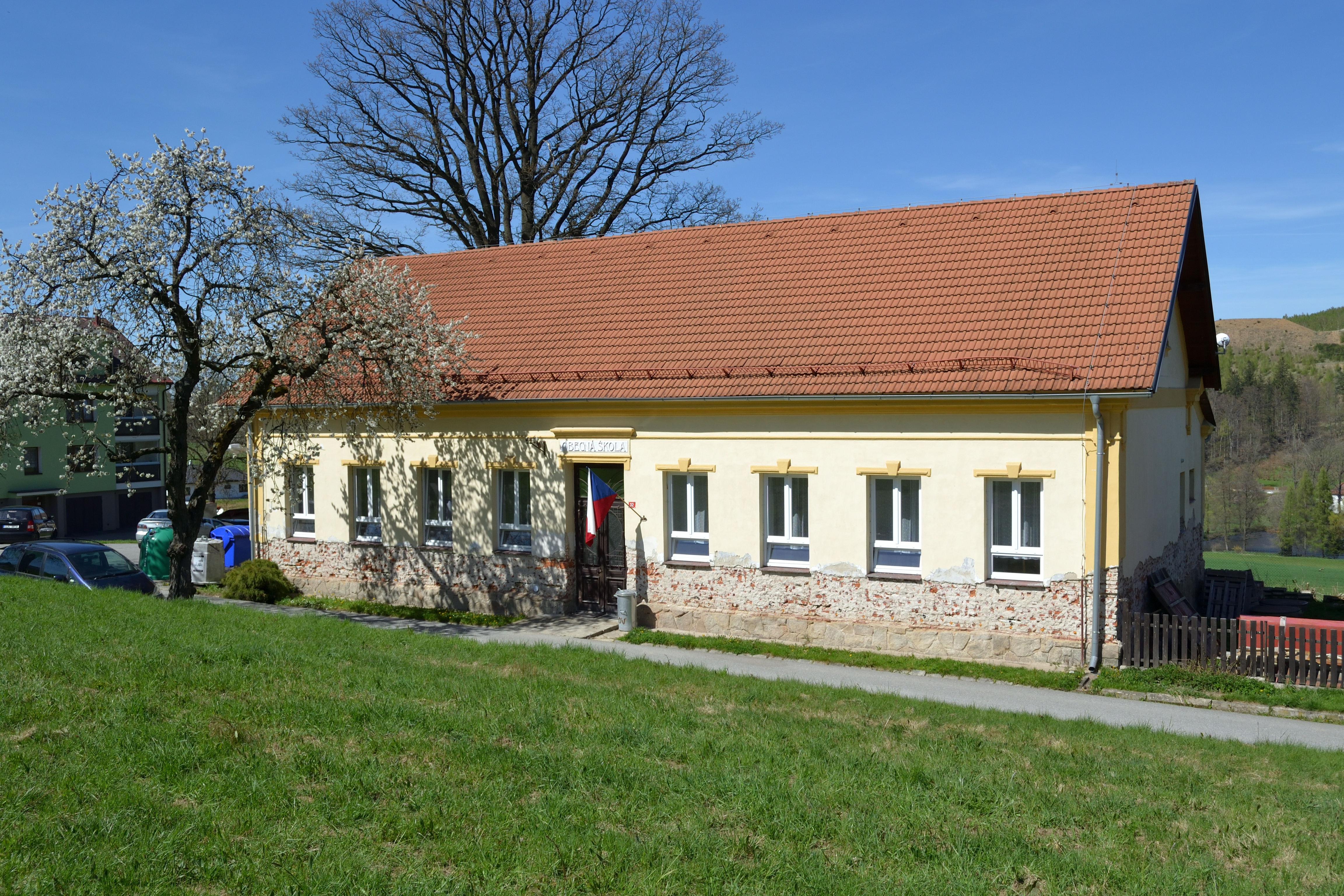
bývalá obecná škola čp. 32
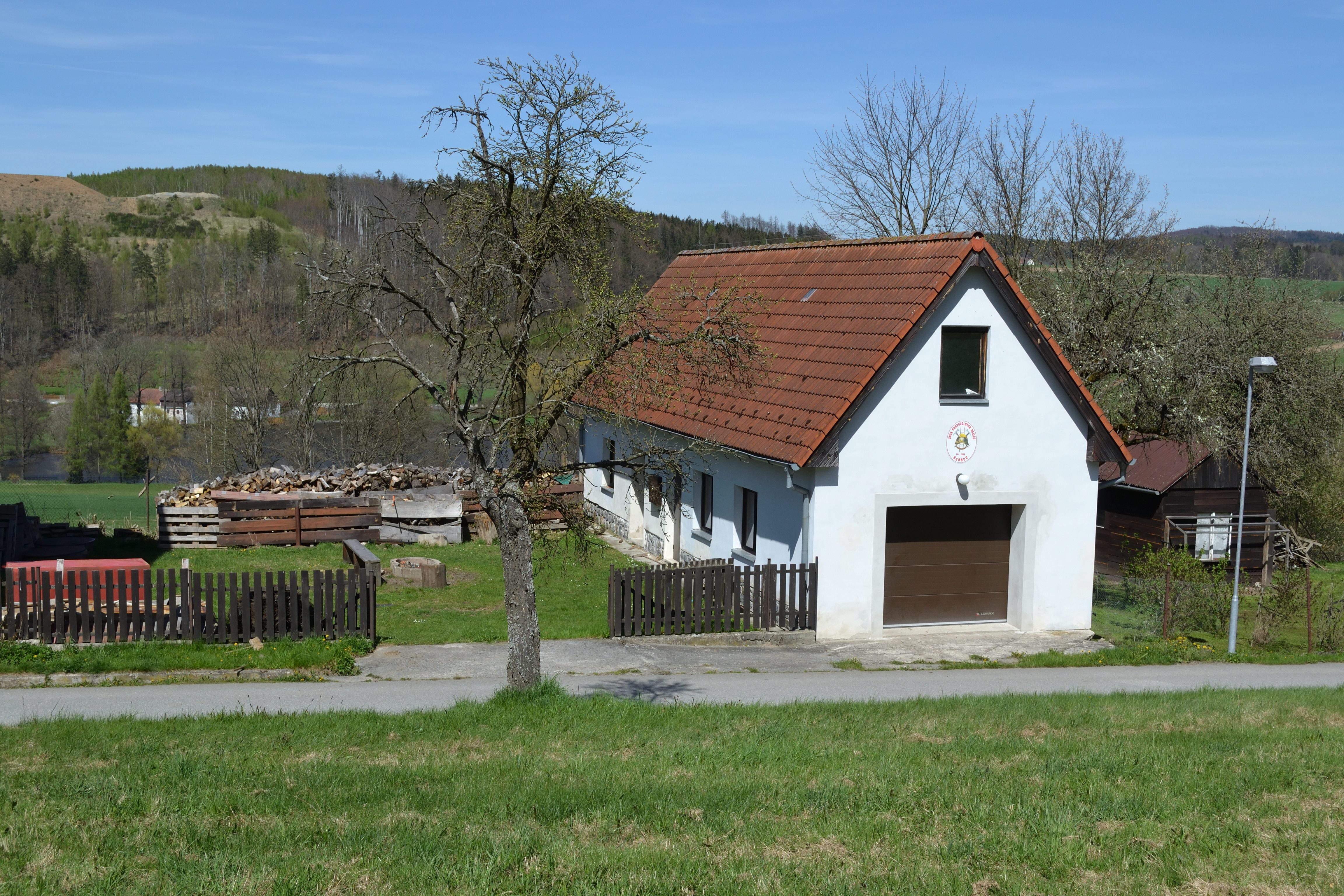
hasičská zbrojnice
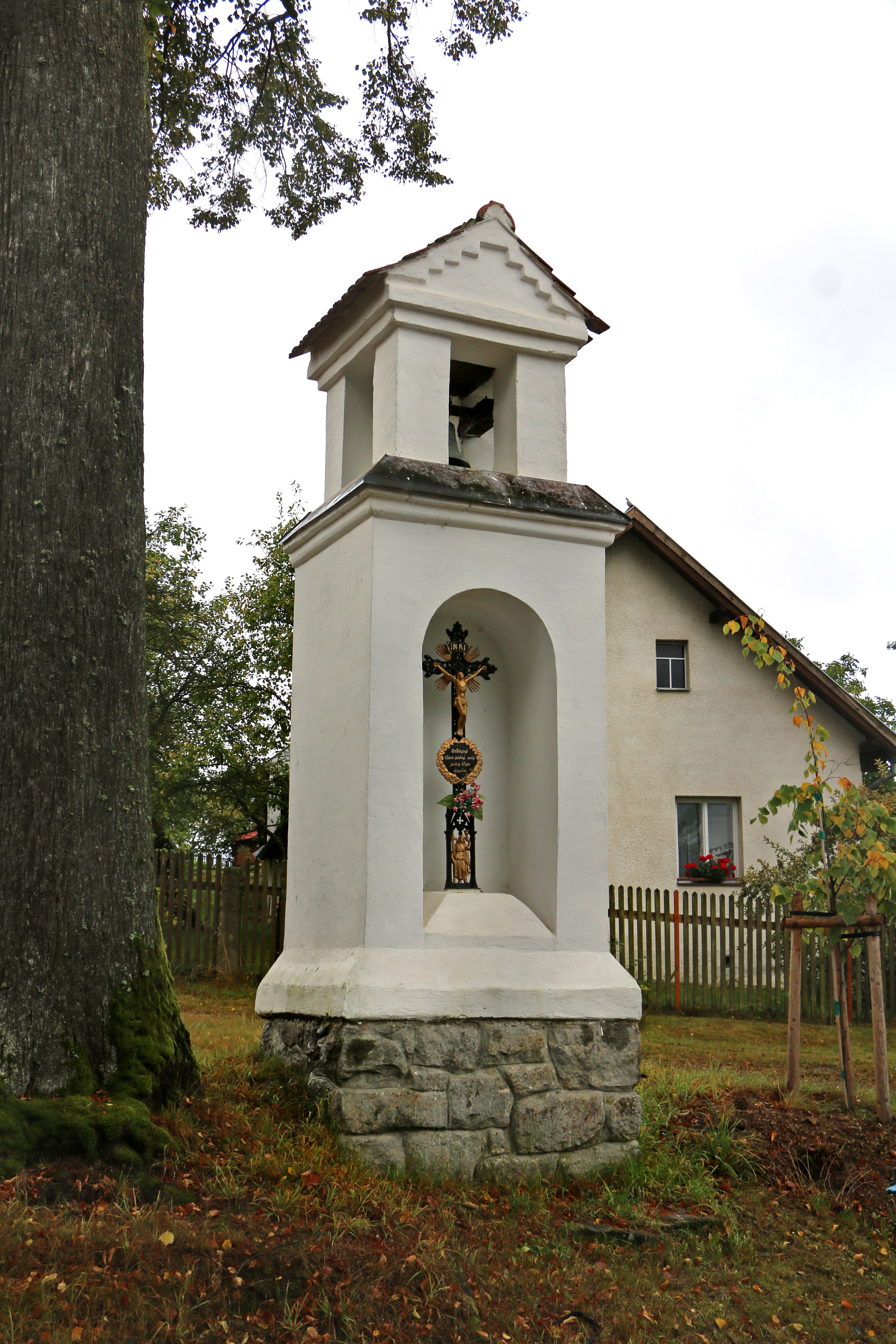
kaple na návsi
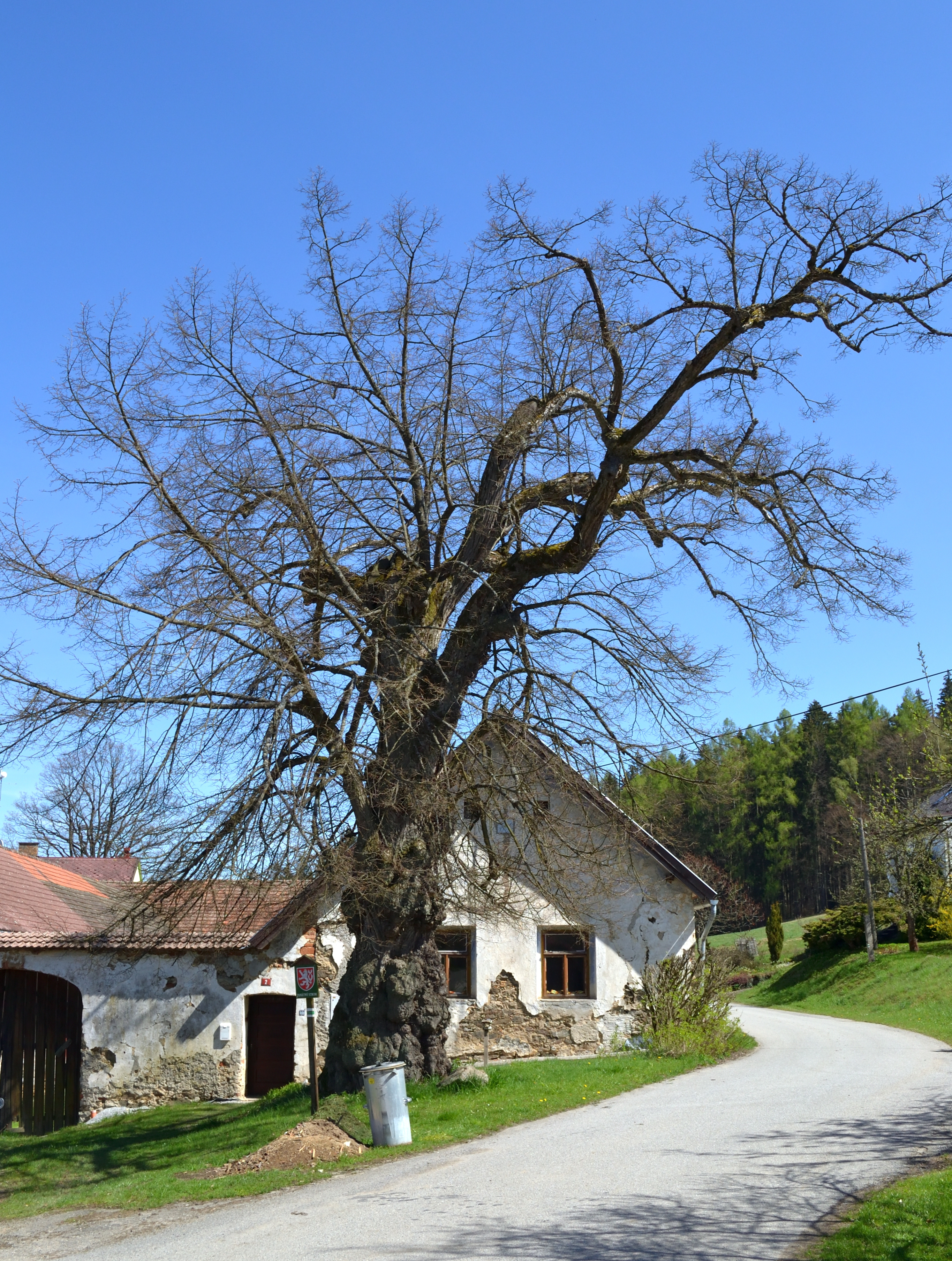
památná lípa u čp. 2
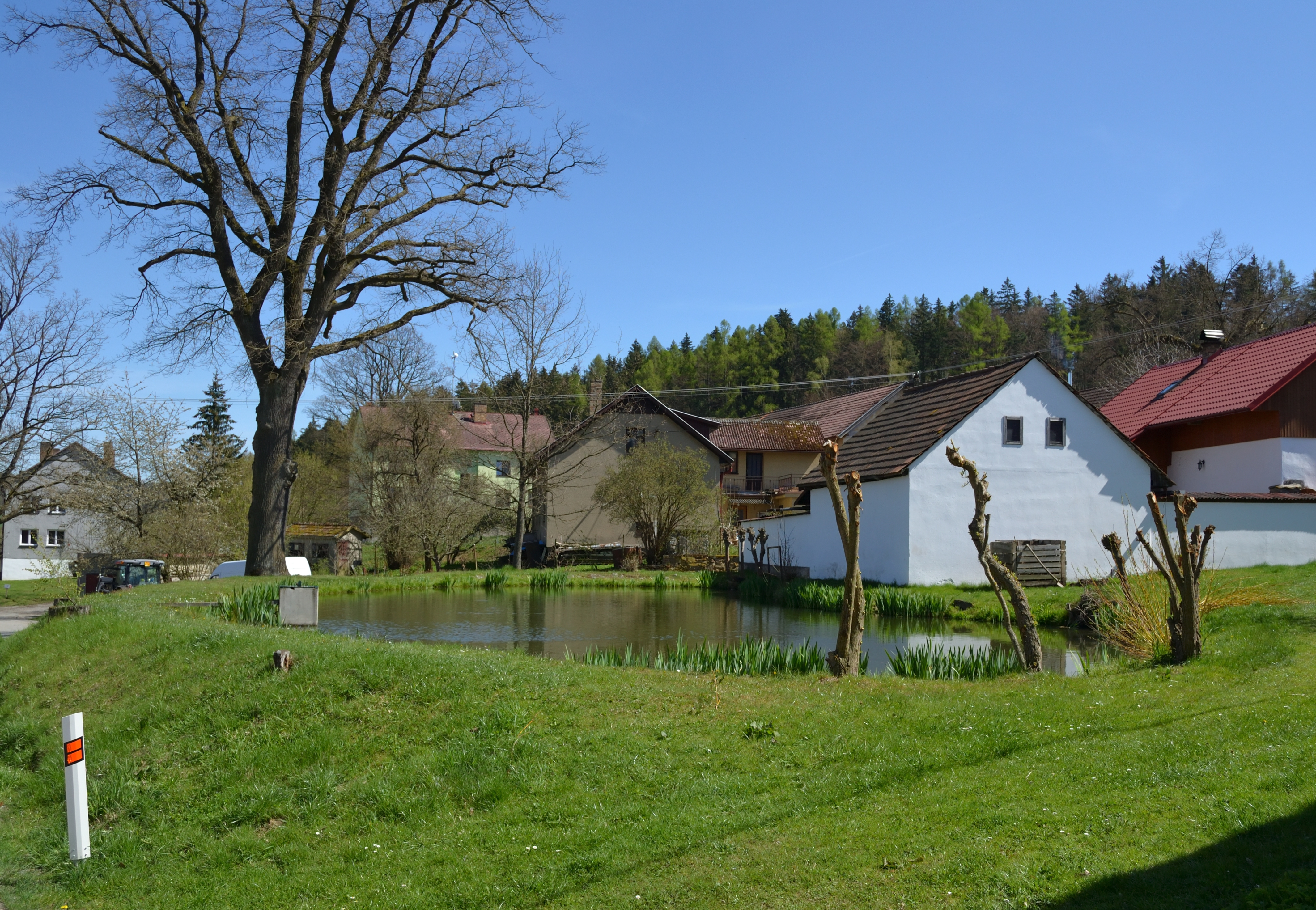
východní část, rybníček